# 青葉山徳雄
青葉山 徳雄（あおばやま のりお、1913年2月4日 - 1972年3月1日）は、宮城県仙台市青葉区出身で陣幕部屋に所属した大相撲力士。本名は阿部 徳雄（あべ のりお）。最高位は西前頭4枚目。得意手は右四つ、寄り。現役時代の体格は173cm、112kg。

## 来歴
大坂相撲で大関だった12代陣幕に弟子入りし、1929年1月場所に初土俵を踏んだ。がっぷり四つに組まないと力が出ないタイプで、勝ち身も遅く、じっくりした相撲ぶりだったという。そのため水入りも多く、「バケツ」とあだ名された。それでも1934年5月場所に幕下で11戦全勝優勝を遂げて、翌1935年1月場所に十両昇進してからは注目も浴び、1937年5月場所に新入幕を果たした。
当時は系統別総当たり制の時代に、大坂相撲系統の陣幕部屋は、同じ大坂の小野川部屋以外のすべての部屋と対戦したこと、1940年からの東西制では出羽一門で稽古などをしていながら連合側に配置され、出羽海・春日野勢と対戦しなければならなかったのが、彼にとっては不運であった。なおかつ、1938年に親方が亡くなり部屋は小野川部屋に吸収され、さらに1942年1月からは小野川部屋も消滅して、彼が陣幕部屋を二枚鑑札で再興しなければならなかったことも、いろいろな圧迫になっていった。それでも1940年5月場所には大関前田山と、場所後に大関昇進を果たした五ツ嶋を破り、1941年5月場所では横綱男女ノ川から金星を挙げるなど、幕内中堅力士として活躍した。1940年5月場所、東前頭12枚目の地位で7勝8敗と負け越しながら、翌1941年1月場所は西前頭4枚目と逆に8枚も昇進したというエピソードがある。
1943年5月場所10日目（5月21日）、青葉山は龍王山と対戦した。右四つに組み合って動かず、二番後取り直しになっても再び右四つ、青葉山は攻めたが、龍王山もこらえ再び水が入り、その後も動かずとうとう引分となった。青葉山は前日にも九州山との取組で引分となっていたため、2日連続の引分となった。ところが、この日、山本五十六聯合艦隊司令長官戦死の報が伝えられ、協会幹部が観客とともに黙祷を捧げるという出来事があったためか、打ち出し後、両力士に「敢闘精神不足」という理由で無期限の出場停止処分が下された。力士会会長だった横綱双葉山、前頭笠置山たちは処分の撤回を求め、その尽力によって出場停止は2日間で終わったが、翌13日目に再び両者の対戦が組まれた。この相撲は青葉山が勝った。しかし、翌1944年1月場所、青葉山は東西を入れ替えられ、今まで対戦のなかった連合側と対戦することとなった。その場所3勝12敗と大負けして現役を引退、年寄専務となった。その後、戦後まもなく弟子をすべて新しい小野川親方（元錦華山）に譲って自らは出羽海部屋付きの年寄となったが、1959年限り廃業した。

## 主な成績
- 通算成績：184勝202敗5分1休　勝率.477
- 幕内成績：77勝119敗5分1休　勝率.393
- 現役在位：39場所
- 幕内在位：14場所
- 金星：1個（男女ノ川1個）
- 各段優勝
  - 幕下優勝：1回（1934年5月場所）
  - 三段目優勝：1回（1933年1月場所）
  - 序二段優勝：1回（1931年1月場所）

### 場所別成績
| 1929年 （昭和4年） | （前相撲）               | 序ノ口 –           | 西序ノ口11枚目 3–3     | 西序ノ口11枚目 3–3 |
| 1930年 （昭和5年） | 西序二段31枚目 3–3       | 西序二段31枚目 2–4 | 東序二段30枚目 2–4     | 東序二段30枚目 3–3 |
| 1931年 （昭和6年） | 西序二段25枚目 優勝 6–0  | 西序二段25枚目 5–1 | 東三段目21枚目 5–1     | 東三段目21枚目 3–3 |
| 1932年 （昭和7年） | 西幕下14枚目 3–5         | 西幕下14枚目 6–4   | 西幕下13枚目 0–7–4     | 西幕下13枚目 6–5   |
| 1933年 （昭和8年） | 東三段目11枚目 優勝 6–0  | x                  | 東幕下12枚目 6–5       | x                  |
| 1934年 （昭和9年） | 西幕下6枚目 4–7          | x                  | 東幕下14枚目 優勝 11–0 | x                  |
| 1935年 （昭和10年） | 東十両7枚目 4–7          | x                  | 西十両13枚目 7–4       | x                  |
| 1936年 （昭和11年） | 西十両6枚目 5–6          | x                  | 東十両9枚目 6–5        | x                  |
| 1937年 （昭和12年） | 東十両5枚目 8–3          | x                  | 西前頭15枚目 7–6       | x                  |
| 1938年 （昭和13年） | 東前頭9枚目 6–7          | x                  | 西前頭14枚目 6–7       | x                  |
| 1939年 （昭和14年） | 東前頭17枚目 7–6         | x                  | 東前頭15枚目 8–7       | x                  |
| 1940年 （昭和15年） | 東前頭8枚目 5–10         | x                  | 東前頭12枚目 7–8       | x                  |
| 1941年 （昭和16年） | 西前頭4枚目 3–12         | x                  | 西前頭9枚目 6–9 ★      | x                  |
| 1942年 （昭和17年） | 東前頭7枚目 5–10         | x                  | 東前頭11枚目 6–8 1分   | x                  |
| 1943年 （昭和18年） | 西前頭10枚目 4–9 2分     | x                  | 東前頭10枚目 4–8–1 2分 | x                  |
| 1944年 （昭和19年） | 東前頭18枚目 引退 3–12–0 | x                  | x                      | x                  |
| 各欄の数字は、「勝ち-負け-休場」を示す。 優勝 引退 休場 十両 幕下 三賞：敢=敢闘賞、殊=殊勲賞、技=技能賞 その他：★=金星 番付階級：幕内 - 十両 - 幕下 - 三段目 - 序二段 - 序ノ口 幕内序列：横綱 - 大関 - 関脇 - 小結 - 前頭（「#数字」は各位内の序列） |                          |                    |                        |                    |

- 1932年1月番付では幕下西30枚目

### 幕内対戦成績
| 安藝ノ海 | 0 | 8  | 綾錦     | 1 | 0 | 綾昇     | 0 | 3※   | 綾若   | 2 | 3 |  |  |  |
| 有明     | 0 | 1  | 一渡     | 3 | 0 | 五ツ嶋   | 1 | 5    | 射水川 | 1 | 0 |  |  |  |
| 大熊     | 0 | 1  | 大潮     | 1 | 0 | 大浪     | 1 | 0    | 大八洲 | 1 | 0 |  |  |  |
| 笠置山   | 3 | 4  | 鹿嶋洋   | 1 | 3 | 柏戸     | 0 | 1    | 金湊   | 1 | 2 |  |  |  |
| 九州山   | 0 | 2※ | 清美川   | 2 | 1 | 九ヶ錦   | 0 | 1    | 源氏山 | 1 | 0 |  |  |  |
| 高津山   | 0 | 1  | 小嶋川   | 0 | 1 | 駒ノ里   | 3 | 1    | 相模川 | 1 | 6 |  |  |  |
| 櫻錦     | 0 | 4  | 汐ノ海   | 0 | 1 | 四海波   | 0 | 2    | 鯱ノ里 | 0 | 1 |  |  |  |
| 新海     | 1 | 0  | 神東山   | 3 | 5 | 駿河海   | 0 | 0※   | 大邱山 | 3 | 1 |  |  |  |
| 高登     | 2 | 0  | 武ノ里   | 2 | 1 | 楯甲     | 1 | 0    | 鶴ヶ嶺 | 1 | 1 |  |  |  |
| 照國     | 0 | 1  | 出羽ノ花 | 3 | 1 | 出羽湊   | 1 | 2※   | 土州山 | 0 | 1 |  |  |  |
| 十三錦   | 2 | 2  | 巴潟     | 0 | 1 | 豊嶋     | 1 | 0    | 名寄岩 | 0 | 1 |  |  |  |
| 羽黒山   | 0 | 2  | 幡瀬川   | 0 | 1 | 番神山   | 2 | 0    | 肥州山 | 2 | 5 |  |  |  |
| 備州山   | 0 | 2  | 藤ノ里   | 3 | 1 | 二瀬川   | 0 | 1    | 防長山 | 1 | 0 |  |  |  |
| 前田山   | 1 | 3  | 増位山   | 0 | 1 | 松ノ里   | 3 | 1    | 三熊山 | 0 | 1 |  |  |  |
| 緑國     | 1 | 0  | 男女ノ川 | 1 | 4 | 陸奥ノ里 | 0 | 2    | 八方山 | 2 | 2 |  |  |  |
| 倭岩     | 2 | 3  | 大和錦   | 4 | 3 | 龍王山   | 5 | 1※   | 両國   | 2 | 3 |  |  |  |
| 若潮     | 0 | 1  | 和歌嶋   | 1 | 1 | 若瀬川   | 0 | 2(1) | 若港   | 1 | 2 |  |  |  |

※さらに、綾昇、九州山、駿河海、出羽湊、龍王山と引分が1つずつある。

## 改名歴
- 青葉山 徳男（あおばやま のりお）1929年1月場所 - 1941年5月場所
- 青葉山 徳雄（あおばやま のりお）1942年1月場所 - 1944年1月場所

## 年寄変遷
- 陣幕 徳雄（じんまく のりお）1942年1月 - 1959年1月